# Бандиліт
Бандилі́т — мінерал, гідроксилхлороборат міді шаруватої будови. 

## Етимологія та історія
Мінерал названий на честь першовідкривача, американського геолога Марка Ченсі Бенді (1900—1963).

## Загальний опис
Хімічна формула: CuCl[B(OH)4]. Містить (%): Cu — 35,74; Cl — 19,94; B2О3 — 24,08; Н2О — 20,34. Сингонія тетрагональна. Густина 2,81. Твердість 2,5. Кристали таблитчасті або ізометричні. Гнучкий. Колір темно-синій, зеленуватий. Риса блакитна. Блиск скляний, на зламі перламутровий.
Рідкісний. Зустрічається як вторинний мінерал на родовищі Міна-Кітен (Чилі), асоціює з атакамітом та еріохальцитом.